# Rosalie Blum
Rosalie Blum è un film francese del 2015 diretto da Julien Rappeneau, al suo debutto.
Il film si basa sulla serie omonima di graphic novel scritta da Camille Jourdy.